# S'Algaida
S'Algaida és un edifici del municipi de Castelldefels (Baix Llobregat) que forma part de l'Inventari del Patrimoni Arquitectònic de Catalunya.

## Descripció
És un edifici d'imitació noucentista format per planta baixa i dos pisos. La seva estructura s'adapta en diversos nivells de terrassa, a la forma pendent del turó on s'aixeca, integrant-se en aquest i envoltada de pins. Les terrasses l'uneixen a un templet metàl·lic format per quatre columnes de planta quadrada. Destaca l'òcul de la façana, situat damunt la porta, i l'arrebossat de les parets en colors rosa i ocre.

## Història
Situada dalt de la pedrera de l'enrunat Can Aymerich, sembla que dalt d'aquest turó hi hagué una torre de guaita que comunicava la Torre Barona amb el Castell de Fels. Una foto de l'Arxiu Mas així sembla demostrar-ho. La construcció actual data del 1977 i va ser projectada per la seva propietària, la senyora Maria Lluïsa Darder Seguí.